# Chiesa dei Santi Ippolito e Cassiano Martiri

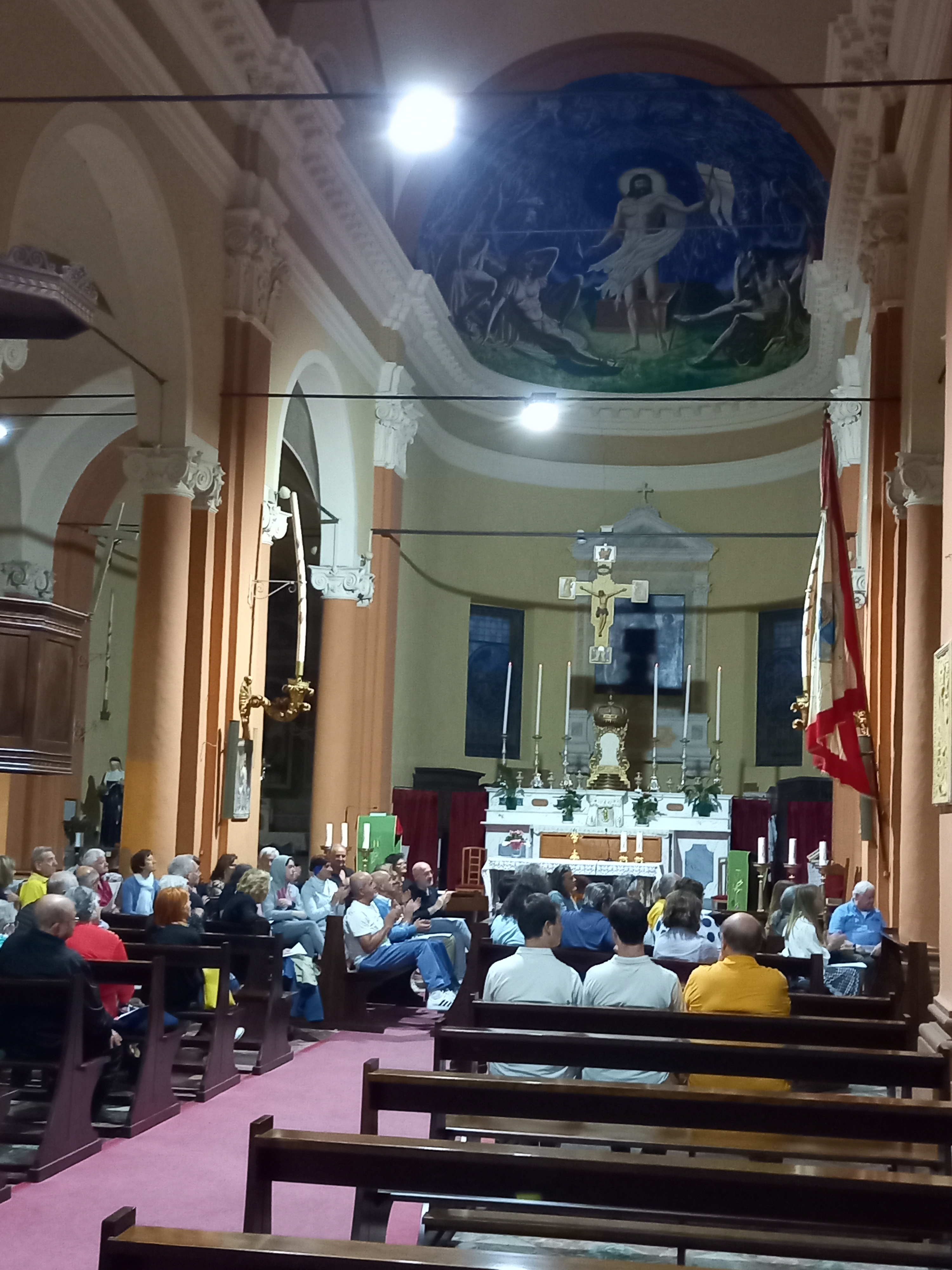
Interno della chiesa

La chiesa dei Santi Ippolito e Cassiano Martiri è la parrocchiale patronale di Ligorzano, frazione del comune italiano di Serramazzoni, in provincia di Modena. Appartiene al vicariato di Serramazzoni nell'arcidiocesi di Modena-Nonantola. Il luogo di culto che ci è pervenuto è stato edificato a cavallo tra XIX e XX secolo anche se il primo edificio religioso nel territorio con stessa dedicazione risaliva al XII secolo.

## Storia
Il primo luogo di culto a Ligorzano (anticamente Legorizanum) risulta citato a partire dal 1126 e affiliato alla pieve della Beata Vergine Assunta di Rocca santa Maria. Ebbe dignità di chiesa parrocchiale già entro il XIII secolo. Tale edificio, come da un documento battesimale, attorno al 1568 era ormai definito chiesa vecchia, quindi era già presente nel territorio, probabilmente in località Villa Bassa, anche un altro luogo di culto più recente, chiamato chiesa nuova. Per diverso tempo la torre campanaria della chiesa vecchia continuò a svolgere la sua funzione anche dopo la costruzione della nuova parrocchiale. Le campane in quel momento erano due: la maggiore fusa nel 1529 e la minore di circa due secoli più recente, fusa da Ludovico Bimbi di Castelnuovo Garfagnana. Più tardi si aggiunse la terza campana che in precedenza si trovava sulla torre civica della Bastiglia. Questo secondo edificio in sasso è riconoscibile nell'abitato di Villa Bassa tra le altre costruzioni e, secondo le relazioni di alcune visite pastorali all'inizio del XVII secolo, era bisognoso di interventi urgenti per le sue precarie condizioni. Tali interventi sembrano in effetti essere stati realizzati entro il quarto decennio del secolo. Oltre un secolo più tardi, nel 1792, l'edificio fu descritto come ben tenuto e pienamente utilizzabile. Con la calata in Italia delle truppe napoleoniche iniziarono però i primi problemi e la situazione peggiorò col forte sisma che colpì il territorio nell'agosto del 1811. La chiesa venne seriamente danneggiata e il parroco ne denunciò il rischio di crollo. Gli interventi tardarono per il non facile reperimento dei fondi necessari e il vescovo Giuseppe Emilio Sommariva promise un intervento presso il duca Francesco IV d'Austria-Este per ottenere aiuto, malgrado il periodo storico non favorevole. I lavori iniziarono nel 1827 e furono notevoli: di fatto la chiesa venne quasi completamente ricostruita con modifiche sostanziali anche nell'interno. A lavori conclusi, nell'agosto del 1828, la chiesa venne benedetta e riaperta al culto. Attorno al 1889 l'allora parroco propose al vescovo l'edificazione di una nuova chiesa più vicina alla via Giardini, quindi più facilmente raggiungibile dai fedeli, tuttavia la commissione preposta a tali decisioni diede parere negativo a causa delle eccessive esigenze finanziarie. Circa dieci anni più tardi la richiesta venne rinnovata e stavolta sostenuta dalle nuove disponibilità finanziarie arrivate con le disposizioni ereditarie della parrocchiana Domenica Bonetti. Fu così approvato il progetto.
Il cantiere venne aperto il 4 settembre 1898 mentre altri fondi venivano cercati per completare il lavoro, e anche il deputato Carlo Gallini, eletto nel Collegio di Pavullo nel Frignano venne coinvolto. I lavori proseguirono e nel 1905 venne praticamente ultimata. La solenne benedizione venne celebrata il 10 agosto di quell'anno alla presenza del vescovo Natale Bruni. Nel 1906 nella chiesa venne trasferito l'organo a canne realizzato nel 1857 dagli organari Agati di Pistoia per la precedente parrocchiale. L'anno successivo altre parti interne vennero completate. Tra il 1914 e il 1923 si evidenziarono problemi alla staticità dell'edificio a causa del terreno poco stabile e fu necessario avviare studi per risolvere la grave situazione e procedere con gli interventi. Subito dopo venne costruita la cella campanaria. Successivamente venne rivista la pavimentazione interna alla chiesa e fu realizzato il grande portale di accesso. Finalmente il 2 agosto 1931 il vescovo Giuseppe Antonio Ferdinando Bussolari celebrò la solenne consacrazione. La nuova canonica venne edificata tra il 1942 e il 1943. Nel secondo dopoguerra del XX secolo, sino agli anni ottanta, la chiesa fu oggetto di altri interventi di restauro conservativo e consolidamento statico che riguardarono le nuove fondamenta, il rafforzamento delle pareti, il rifacimento della copertura del tetto e le superfici vetrate. Tali interventi non evitarono i problemi che si evidenziarono poco dopo, con infiltrazioni dal tetto e stabilità dell'edificio nuovamente a rischio. Entro il 1988 si intervenne ancora per questi problemi e inoltre si restaurò la facciata sino a quando, il 4 dicembre 1988, il vescovo Santo Bartolomeo Quadri presenziò alla cerimonia di benedizione della chiesa a lavori completati. Nel 2005 il catino absidale venne decorato con un affresco raffigurante la Resurrezione di Cristo.

## Descrizione

### Esterni
La chiesa si trova a Ligorzano, frazione di Serramazzoni, in provincia di Modena. La facciata a salienti neogotica è in pietra a vista ed è caratterizzata dai tre grandi portali con arco a sesto acuto. Il portale principale è sormontato in asse dal grande rosone tondo. La copertura del tetto a due falde è in coppi di laterizio.

### Interni
L'interno si divide in tre navate, ognuna conclusa dalla propria abside. Nella navata centrale è presente il pulpito ligneo ed intarsiato, risalente al 1905. L'altare maggiore è in marmo e la pala d'altare, posta sulla parete dell'abside, raffigura i Santi Ippolito e Cassiano. Il catino absidale è affrescato. L'adeguamento liturgico del presbiterio, leggermente rialzato, è stato realizzato tra gli anni 1975 e 1980. Si è conservato l'altare maggiore storico in marmo.